# Hrastnik
Hrastnik (wymowaⓘ) – miasto w Słowenii, siedziba administracyjna gminy Hrastnik. 1 stycznia 2017 liczyła 5068 mieszkańców.

## Religia
W mieście znajduje się kościół parafialny Chrystusa Króla, który należy do rzymskokatolickiej diecezji w Celje, wybudowany w 1936 roku. W parafii znajduje się także drugi kościół poświęcony Matce Bożej.

## Osoby związane z miastem
- Albin Bregar (1874–1959) – słoweński pisarz i nauczyciel
- Anna Dimnik (1852–1921) – słoweńska aktywistka
- Anton Sovre (1985–1963) – słoweński filolog
- Janko Orožen (1891–1989) – słoweński historyk
- Lidija Šentjurc (1911–2000) – słoweńska polityk
- Jože Menih (1922–1943) – słoweński bohater narodowy
- Rudi Babič (1920–1988) – słoweński inżynier górniczy
- Stane Dolanc (1925–1999) – słoweński polityk
- Ante Mahkota (1936) – słoweński alpinista, fotoreporter
- Peter Kauzer (1983) – słoweński kajakarz